# Southern Airways

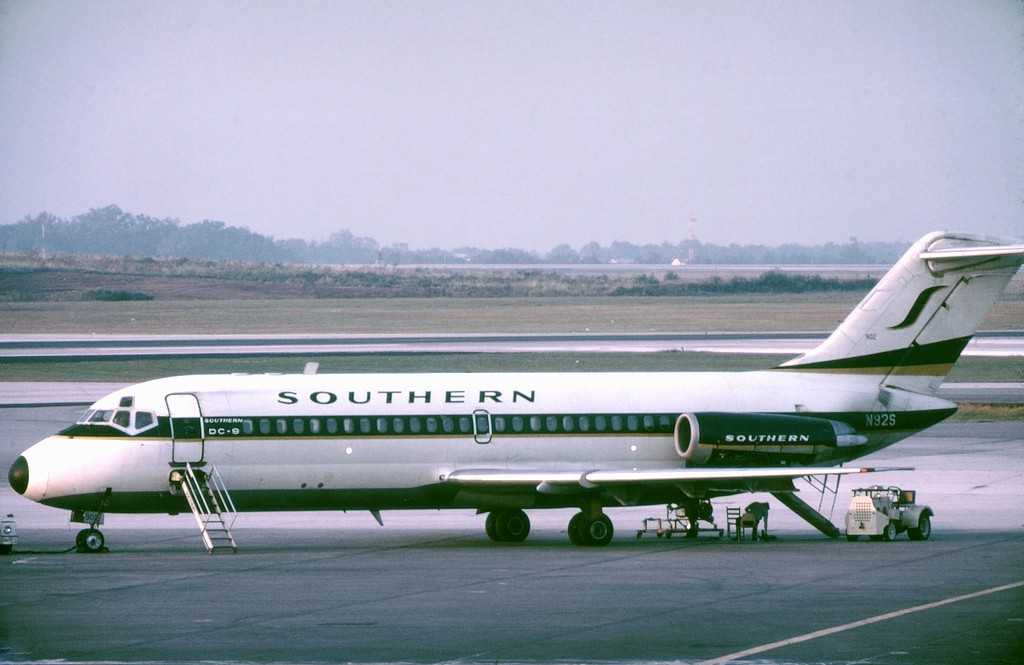
Un DC9 de Southern Airways en 1973

Southern Airways (IATA: SO, OACI: SOU, Callsign: Southern) était une compagnie aérienne américaine régionale fondée en 1949 par Frank Hulse. Southern a fusionné en 1979 avec North Central Airlines pour former Republic Airlines, qui avait elle-même racheté la compagnie Hughes Airwest en 1980. Par la suite, Republic Airlines a été absorbée en 1986 par Northwest Airlines, elle-même absorbée à son tour par Delta Air Lines en 2008.

## Accidents
La compagnie a subi deux accidents dans les années 1970 : le vol Southern Airways 932 qui s'est écrasé près de l'Aéroport Tri-State le 14 novembre 1970 (75 morts), et le vol Southern Airways 242, qui s'est écrasé le 4 avril 1977 après avoir perdu ses deux moteurs dans un orage de grêle (72 morts dont 9 au sol). De plus, le 10 novembre 1972, le vol Southern Airways 49 est détourné par trois hommes menaçant notamment de faire écraser l'avion sur un réacteur nucléaire, mais l'avion se pose finalement à Cuba, sans qu'aucun mort ne soit à déplorer.